# Kuusjärvi (sjö i Birkaland)
Kuusjärvi är en sjö i Finland. Den ligger i kommunen Ylöjärvi i landskapet Birkaland, i den södra delen av landet, 190 km norr om huvudstaden Helsingfors. Kuusjärvi ligger 107,1 meter över havet. I omgivningarna runt Kuusjärvi växer i huvudsak blandskog. Arean är 2,29 kvadratkilometer och strandlinjen är 24,37 kilometer lång. Sjön  ingår i Kumo älvs huvudavrinningsområde. 